# Heterosais covella
Heterosais covella är en fjärilsart som beskrevs av Ferreira D'almeida 1958. Heterosais covella ingår i släktet Heterosais och familjen praktfjärilar. Inga underarter finns listade i Catalogue of Life.